# Aidoneu
Aidoneu (en grec antic: Ἀϊδωνεύς) va ser un rei mític dels molossos de l'Epir, suposat marit de Persèfone i pare de Core. En Homer i Hesíode, Aidoneu és una forma allargada del nom d'Hades (grec antic: Ἀΐδης), el rei dels inferns. Pausànias també diu que Aidoneu era una de les formes que prenia el nom d'Hades.
Segons aquesta versió del mite de Persèfone, després que Teseu, amb l'ajuda de Pirítous, hagués raptat Helena i l'hagués amagat a Afidna, va anar a l'Epir amb el seu company a obtenir com a recompensa la mà de Core, la filla d'Aidoneu. El rei, que pensava que els nois eren pretendents benintencionats, va oferir la seva filla a Pirítous amb la condició que lluités i derrotés el seu gos, de nom Cèrber. Però quan va descobrir que havien vingut amb la intenció de raptar la seva filla, va fer que el gos matés Pirítous i va mantenir Teseu en captivitat, i no el va alliberar fins que Hèracles li ho va demanar, segons diuen Plutarc i Eusebi de Cesarea. Aquesta història, segons William Smith, reprodueix de forma suavitzada el rapte i la violació de Persèfone per Hades, i sembla una versió tardana del mite antic.